# Oxalidales
Oxalidales es el nombre botánico de un orden de plantas con flor (angiospermas). El sistema APG II de clasificación de las angiospermas, ubica este orden dentro del clado "eurosidae I" con las siguientes familias:
- Orden Oxalidales
  - Familia Oxalidaceae
  - Familia Connaraceae
  - Familia Elaeocarpaceae
  - Familia Cunoniaceae
  - Familia Cephalotaceae
  - Familia Brunelliaceae

Las plantas de este orden son morfológicamente muy heterogéneas, desde grandes árboles hasta pequeñas hierbas. Algunas son carnívoras, como las Cephalotaceae, localizadas en Australia, y dentro de las Oxalidaceae hay plantas que se utilizan con fines ornamentales.
En el antiguo sistema Cronquist, la mayoría de las familias nombradas más arriba formaban parte del grupo Rosales, mientras que la familia Oxalidaceae estaban dentro del grupo Geraniales y Elaeocarpaceae estaba entre los grupos Malvales y Polygalales, y, en este último caso, tratadas como Tremandraceae. 